# 1916 no teatro

## Nascimentos
| Data           | Nome           | Profissão                                                  | Nacionalidade  | Observações | Ref |
| -------------- | -------------- | ---------------------------------------------------------- | -------------- | ----------- | --- |
| 5 de abril     | Gregory Peck   | ator                                                       | Estados Unidos | m. 2003     |     |
| 5 de julho     | Ben Edwards    | produtor teatral e cenógrafo de teatro e cinema            | Estados Unidos | m. 1999     |     |
| 30 de julho    | Alexandre Babo | dramaturgo, jornalista e escritor                          | Portugal       | m. 2007     |     |
| 28 de setembro | Peter Finch    | ator                                                       | Reino Unido    | m. 1977     |     |
| ??             | Gianni Ratto   | diretor, cenógrafo, iluminador, figurista, escritor e ator | Itália         | m. 2005     |     |

## Mortes
| Data | Nome | Profissão | Nacionalidade | Observações | Ref |
| ---- | ---- | --------- | ------------- | ----------- | --- |